# Imamzade Halil Paša
Imamzade Halil Paša byl osmanský státník a v letech 1406–1413 velkovezír Osmanské říše.
Jeho syn Koca Mehmed Nizamüddin Paša také působil jako velkovezír.